# Wolfgang Straub
Wolfgang Straub (kolem 1730 Vídeň – 16. ledna 1784 Olomouc) někdy Wolfgang Straub I., byl zvonař a dělolijec v Olomouci.

## Život
Pocházel z Vídně. Byl tovaryšem u olomouckého zvonaře Melchiora Schwanna. Po Schwanově smrti se 23. ledna 1758 oženil s vdovou po mistrovi Alžbětou. V roce 1758 se stal olomouckým měšťanem a byl prohlášen cechovním mistrem. Sňatkem získal dům a zvonařskou dílnu ve Ztracené ulici čp. 270 a byl zakladatelem zvonařského rodu Straubů v Olomouci. Z jeho manželství vzešlo několik dětí, které většinou zemřely v útlém věku. Po smrtí Wolfganga Strauba 16. ledna 1784 bylo jeho dědictví doporučeno rozdělit mezi žijící děti zletilou dceru Kateřinu a syna Wolfganga (21 let). Wolfgang (II.) byl přijat za měšťana a obdržel mistrovské právo 29. března 1784 a pokračoval v rodinné tradici.

## Dílo
Období, ve kterém tvořil je pozdní baroko, doložené období je 1758–1783. Jeho zvony se nacházejí na Moravě, ve Slezsku a východních Čechách. Seznam zvonů (částečný) podle zdrojů:
- 1758 Černá Voda, Strání, Fulnek loretánská kaple, Guntramovice, Fryšták
- 1758 Opawica dva zvony
- 1759 Mladoňov, Jezernice, Jindřichov, Dobešov
- 1759 Čechy, Žeranovice
- 1760 Jívová, Rychlov
- 1760 Mokre
- 1761 Široká Niva
- 1762 Ježník, dřevěná zvonice, průměr zvonu 44 cm, reliéf Madony s dítětem a sv. Floriána[4]
- 1762 Ruda, kostel Panny Marie Sněžné, rekvizice 1917[5]
- 1765 Rejchartice, Vojtovice, Ostrava
- 1766 Řešov, kostel sv Kateřiny, průměr 46 cm, rekvizice 1916[5]
- 1766 Ryžoviště, Kostel svatého Jana Křtitele. rekvizice 1942[5]
- 1766 Babice nad Svitavou,
- 1768 Bohuslavice, Budišov nad Budišovkou,
- 1767 Horní Město, kostel svaté Máří Magdaleny, zvon sv. Anny, průměr 34 cm, rekvizice 1916[5]
- 1767 Bystré
- 1767 Stránské, kostel svaté Kateřiny, rekvizice 1942[5]
- 1767 Město Libavá, kostel Povýšení svatého Kříže, dva zvony[6]
- 1769 Pitín, Náklo, Kněžpole
- 1770 Stránské, kostel svaté Kateřiny, zvon sv. Kateřiny, průměr 69 cm, zvon z věže o průměru 75 cm, oba rekvizice září 1916[5]
- 1771 Ostravice, Přerov
- 1776 Háčky, zvonice, Náměšť na Hané, Babice
- 1779 Prostějov, Jezernice, Mezina
- 1781 Strumień, Czechowice
- 1780 Hošťálkovy, Velká Bystřice, Rožnov pod Radhoštěm přenesen z Dolní Bečvy
- 1783 Olomouc kostel svatého Michala